# Народная музыка
Наро́дная му́зыка, музыка́льный фолькло́р, традицио́нная музыка — музыкально-поэтическое творчество народа, неотъемлемая часть народного творчества, существующего, как правило, в устной форме, передаваемого из поколения в поколение. Поскольку народная музыка известна всем общественно-историческим формациям (как устным, так и письменным), то её следует рассматривать не только как компонент народного творчества, но и, в более широком смысле, как ветвь (корень) музыкального искусства. Одна из главных ветвей, которую обычно сравнивают с музыкой популярной и академической. Существует также определение термина «народная музыка» — традиционная музыка отдельно взятого народа или культуры. Изучением народной музыки занимается музыкальная фольклористика.
Иоганн Готфрид Гердер (1744—1803) был одним из первых учёных, описавших народную музыку с теоретической точки зрения. Он, как и другие ранние исследователи, указывал на прямую связь между народной музыкой и природой. В XIX веке народная музыка считалась если не «музыкой природы», то, по меньшей мере, природной, естественной музыкой, не подверженной городским влияниям. Исследователи того времени рассматривали в основном следующие вопросы: существует ли связь между классической и народной музыкой, а также обнаруживаются ли следы происхождения и форм народной музыки в языке или движении. Наибольшее значение в осмыслении народной музыки имели музыкально-этнографические исследования, проведённые под руководством американского филолога Френсиса Джеймса Чайлда (1825—1896) в Великобритании и венгерским композитором и фольклористом Белой Бартоком (1881—1945) в странах Восточной Европы.

## Традиционная народная музыка

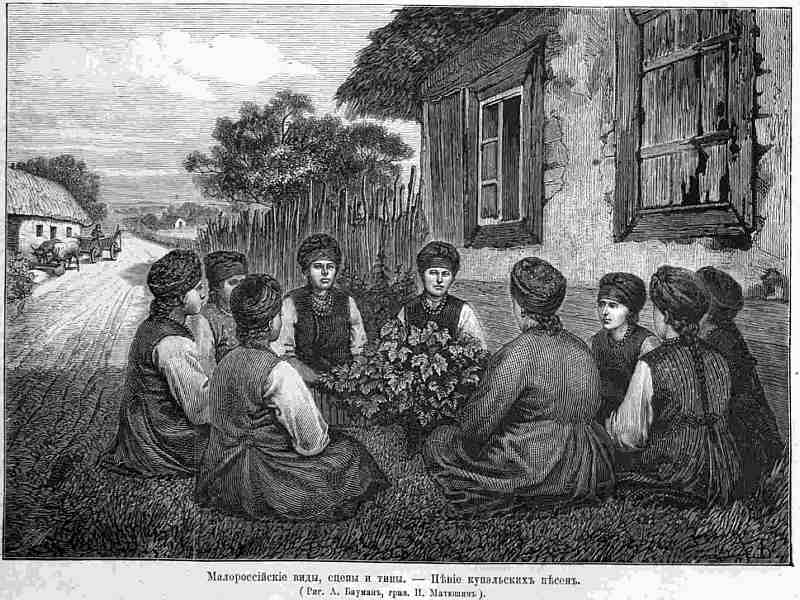
Пение купальских песен. Малороссия, 1879

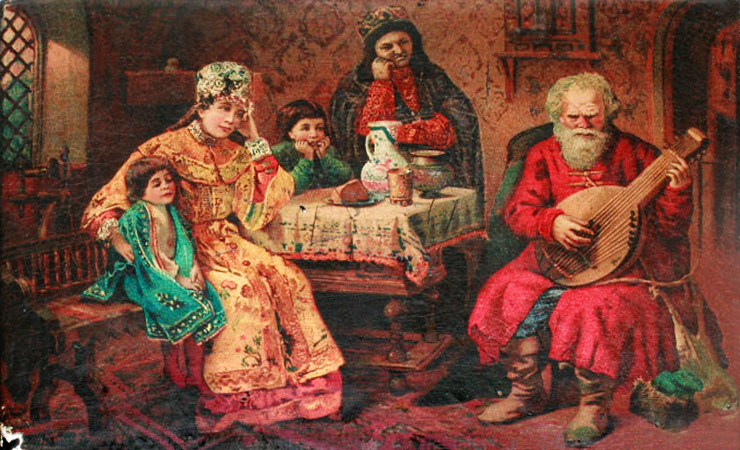
Певец-сказитель Остап Вересай. 1873

Традиционная народная музыка, в основном создающаяся сельским населением, длительное время сохраняет относительную самостоятельность и в целом противостоит профессиональной музыке, принадлежащей более молодым, письменным традициям. В отличие от композиторской музыки западного образца, традиционная народная музыка не подчиняется точной записи в пятилинейной нотации, традиционный способ обучения — устный. Однако профессионализм характерен не только для письменных музыкальных традиций, устное профессиональное музыкальное искусство возникло внутри народного творчества как его органичная часть, в том числе у народов, не имевших самостоятельного, отделённого от фольклора профессионального искусства в европейском понимании этого слова (например, у казахов, киргизов, туркмен). Существуют также устные профессиональные культуры, в определённой мере противопоставляемые фольклорной традиции (например, индийские раги, иранские дестгахи, арабские макамы). Традиционная румынская и молдавская музыка делится на пасторальную любительскую и профессиональную лэутарскую.
Основа народной музыки — песня.
Можно выделить три основных этапа в эволюции музыкального фольклора:
- древнейшая эпоха, истоки которой уходят в глубь веков, а верхняя историческая граница связывается со временем официального принятия той или иной государственной религии, сменившей языческие религии родоплеменных сообществ;
- средневековье — время складывания народностей и расцвета традиционной народной музыки у народов Европы;
- современная эпоха; для многих народов связана с переходом к капитализму, с ростом городской культуры, зародившейся ещё в средневековье. Интенсифицируются процессы, происходящие в народной музыке, ломаются старые традиции, возникают новые формы творчества.

Данная периодизация не универсальна. Например, арабской музыке не известно столь определённое различие крестьянской и городской традиций, как европейской; типично европейская историческая эволюция народной музыки — из деревни в город, в латиноамериканской музыке «перевёрнута», так же как европейским межнациональным фольклорным связям — от народа к народу — здесь соответствует специфическая связь: европейские столицы — латиноамериканский город — латиноамериканская деревня.

## Этническая и фолк-музыка в XXI веке

### Этническая музыка
Английский термин world music (рус. мировая музыка) возник в конце XX века для обозначения незападных музыкальных традиций (то есть не относящихся к Северной Америке и Великобритании), однако приобрёл впоследствии более широкое значение. World music включает как традиционную, так и просто локальную музыку (например местную поп-музыку), происходящую из разных регионов мира, а также смесь разных традиций. При этом такие жанры, как регги или латин-поп, выделяют в обособленные жанры в виду своих масштабов, а всё остальное, от китайского до африканского фолка, классифицируют как world music. 

### Фолк-музыка
Англоязычный термин современная народная музыка (англ. Contemporary folk music) относится к исполнителям фолк-музыки (обычно американской и английской), появившимся после успеха Боба Дилана в 1960-х. Во многом благодаря ему исполнители фолк-музыки изменили свой подход к производству музыкальных произведений, созданию записей для тиражирования.
Фолк-музыка исполняется как образованными музыкантами-профессионалами, так и любителями. Технический прогресс и СМИ совершенно изменили способ, которым народная музыка создаётся, познаётся, распространяется и используется как музыкантами, так и публикой, поэтому она отличается от академической и популярной музыки скорее по функции, чем по средствам выражения (её исполняют скорее для собственного удовольствия, она не является основным видом деятельности для музыканта). В отличие от традиционной, «современная народная музыка» не является исключительно акустической.
Фолк-музыка, в отличие от поп-музыки, не нацелена на широкую публику и широкую коммерческую выгоду. Основное её отличие от поп-музыки в том, что она опирается на народные традиции и в первую очередь создаётся из побуждения сохранения этих традиций. Тем не менее некоторые её направления имеют свои явно коммерческие формы, однако это относится скорее к сплаву народной и популярной музыки. Одним из первых коммерческих стилей народной музыки стал фолк-ривайвл (англ. folk revival).

## Взаимосвязи с другими музыкальными направлениями

### Религиозная музыка
Сложен и мало изучен вопрос о взаимосвязях народной музыки с музыкой религиозного культа. Религиозные песни, распространяемые в ряде культур, после частичной переработки и переосмысления становились частью народной музыкальной традиции (например, рождественские коляды в Польше, английские Christmas-carols, немецкие Weihnachtslieder, французские Nokl и т. п.). Аналогичным образом народная музыка влияла на религиозную музыку, в частности, в григорианский хорал проникали элементы народной музыки через гимны, секвенции и тропы.

### Академическая музыка
Влияние народной музыки на академическую музыку впервые проявилось в XVIII веке, когда люди из высших классов начинают интересоваться традициями, осознавая свою к ним непосредственную принадлежность. Такие композиторы, как Моцарт и Шуберт пишут народные танцы для оркестров и небольших групп инструментов. Народная музыка была использована многими композиторами периода романтизма, в том числе Малером.

#### Музыкальный фольклоризм
К музыкальному фольклоризму относят некоторых композиторов XX века, творчески мыслящих в системе музыкального языка той или иной народной музыки, использующих при этом инструменты и жанры серьёзной музыки. К истокам фольклоризма относят течение примитивизма (варваризма) и неопримитивизма (в России начала 1920-х гг.), для которых характерно антиромантическое понимание народного искусства и главенство «первобытной» эмоции, повторяющиеся чёткие ритмические формулы и небольшие мелодические попевки. Игорь Стравинский является одним из наиболее значительных композиторов XX века. К сочинениям его раннего фольклорного периода относятся балеты «Жар-птица», «Петрушка», «Весна священная» и прочие произведения. Венгерские композиторы Бела Барток и Золтан Кодай с 1905 по 1914 гг. проводили полевые исследования музыкального фольклора на территории Венгрии, Болгарии, Румынии, Турции, Алжира. «Фольклорные» сочинения Бартока были широко известны в Европе (одним из символов фольклоризма является пьеса «Варварское аллегро»), однако в дальнейшем всё большее усложнение и обновление его музыкального языка нередко вызывали яростные протесты консервативно настроенных музыкантов и публики. У Кодая наибольшей известностью пользуется «Венгерский псалом». Музыкальный фольклоризм в Европе становится устойчивой традицией, в 1920—1940-е гг. это направление развивают чех Богуслав Мартину, польские композиторы Кароль Шимановский и Витольд Лютославский, выдающийся румынский скрипач и композитор Джордже Энеску. В США становится популярным композитор Джордж Гершвин, автор национальной «фолк-оперы» «Порги и Бесс».
Композиторы второй половины XX века также обращались к народной музыке. Так, американский эксперименталист Лу Харрисон часто создавал свои сложные партитуры «по образцам» традиционной музыки оркестра гамелан. Итальянский новатор Джачинто Шельси находил вдохновение в музыке Востока.

### Популярная музыка
Популярная музыка также подвержена влиянию народной музыки.

## Этническая дифференциация

### У славян
У славян народная музыка являлась одной из важнейших составляющих духовной культуры. Она звучала во время проведения обрядов, трудовой деятельности, на праздниках и во время досуга. Считалось, что она имела магическое воздействие на людей, природу и потусторонние силы.
Все тексты хранились устно и передавались из поколения в поколение. Большинство произведений рождались на стыке музыки и поэзии, музыки и танцев, или всех этих видов искусства.
Для вокальных жанров музыкального фольклора основополагающим является ритм произнесения слова в пении. Во всех славянских традициях преобладающими являются стих силлабической структуры и отвечающие ему цезурированные музыкальные формы. Исключение составляет севернорусская традиция, где распространение получили тонический стих и связанные с ним равномерно и неравномерно сегментированные музыкальные формы.
Славяне имеют развитые формы многоголосия, включающие в себя: а) гетерофонию или функциональное одноголосие; б) бурдонную диафонию, где одна (иногда две) голосовая партия представляет собой бурдон, а другая, чаще всего в виде гетерофонного пучка голосов, ведёт основной напев; в) функциональное двухголосие, где главная мелодия звучит у «басов», а над ними «парит» верхний голос, нередко в виде сольного подголоска. Изредка встречается и функциональное трёхголосие.
Вокальные жанры народной музыки делятся на приуроченные (к определённому времени, сезону, календарному или сонному обряду, событию) и неприуроченные. Календарные песни, обслуживающие обряды годового круга, относятся к наиболее раннему пласту музыкального фольклора.

## Региональная дифференциация
В современной фольклористике нет единой точки зрения на региональную классификацию народной музыки. Так, американский учёный А. Ломакс выделяет 6 музыкально-стилевых регионов мира: Америку, острова Тихого океана, Австралию, Азию (высокоразвитые культуры древности), Африку, Европу, детализируя их затем по преобладающим стилевым моделям: например, 3 европейские традиции — центральная, западная, восточная и связанная с ней средиземноморская. В то же время некоторые словацкие фольклористы выделяют не 3, а 4 европейские традиции — западную (с центрами английских, французских и немецких языковых областей), скандинавскую, средиземноморскую и восточную (с центрами карпатским и восточно-славянским; сюда же, без достаточных оснований, подключены и Балканы). Обычно Европа в целом противопоставляется Азии, однако некоторые специалисты оспаривают это: например, Л. Пиккен противопоставляет Европе и Индии дальневосточную территорию от Китая до островов Малайского архипелага как музыкально единое целое. Неправомерно также выделение Африки в целом и даже противопоставление Северной Африки (севернее Сахары) тропической, а в ней — Западной и Восточной. Такой подход огрубляет реальную пестроту и сложность музыкального ландшафта Африканского континента, который насчитывает не менее 2000 племён и народов. Наиболее убедительна классификация от широких межэтнических регионов к внутриэтническим диалектам: например, восточно-европейский, затем восточно-славянский и русский регионы с подразделением последнего на области северные, западные, центральные, южно-русские, поволжско-приуральские, сибирские и дальневосточные, в свою очередь членящиеся на более мелкие районы.

### Африка

Этномузыкологическая карта Африки,, 1959 год

В колониальный период в процессе проникновения в Африку европейцев и распространения христианства сформировались песенные стили, в которых объединились африканские и европейские музыкальные элементы, получили распространение церковные песнопения. Усиление роли христианства способствовало отмиранию культовой музыки, которая была одним из основных видов африканской музыкальной культуры. Европейская церковная музыка оказала значительное влияние на вокал и музыкальный инструментарий местных народов. Тем не менее, во многих странах долгое время не приживались игра на органе и колокольный звон (например, в Уганде). С течением времени европейская церковная музыка на африканской почве видоизменилась: в процесс богослужения часто включаются танцы, игра на барабанах и другие элементы. Музыкальные традиции Франции вобрали в себя музыка Мадагаскара, Сенегала и др. стран, Португалии — музыка Анголы, латиноамериканские традиции присутствуют в музыке Кабо-Верде.
В свою очередь, африканские музыкальные традиции, привезённые рабами из Африки в Новый Свет, значительным образом повлияли на музыку США и особенно стран Латинской Америки (Бразилии, Гаити, Кубы). Трансформация африканской традиции в американской среде привела к появлению в США в конце XIX века новых музыкальных жанров, в том числе блюза и спиричуэлса. На культуру Бразилии и некоторых стран Карибского бассейна повлияла музыка рабов-йоруба из Нигерии.

#### Северная АфрикаиАфриканский Рог
В Северной Африке (красный регион на карте) располагались Древний Египет и Карфаген, цивилизации с сильными связями с Древним Ближним Востоком. Впоследствии Египет попал под персидское господство, а потом греческое и римское, в то время, как Карфагеном управляли римляне и вандалы. В конечном счёте Северная Африка была завоевана арабами и превращена в Магриб арабского мира. Таким образом, данное краткое изложение истории региона даёт примерное представление о развитии различных культур и традиций и о том, каким образом арабская музыка и ближневосточные лады получили здесь своё широкое распространение. Музыка Судана (небесно-голубой регион на карте) сформировалась в процессе взаимодействия арабской и африканской музыкальных культур.
Музыка включает в себя широкий спектр разнообразных стилей от музыки Древнего Египта и этнической музыки берберов, до популярного алжирского стиля раи.

#### Западная, Центральная, Юго-Восточная и Южная Африка
Этномузыколог Артур Моррис Джонс (1889—1980) заметил, что общие ритмические принципы музыкальных традиций к югу от Сахары составляют одну основную систему. Кроме того, виртуозный барабанщик и учёный CK Ladzekpo подтверждает глубокую однородность художественных принципов к югу от Сахары. Тем не менее, территория к югу от Сахары, с музыкологической точки зрения, может быть разделена на четыре региона: восточный (светло-зелёный), южный (коричневый), центральный (тёмно-синий), западный (жёлтый).

## Жанровая дифференциация
Задолго до возникновения письменных музыкальных традиций из различных форм и типов первобытного синкретизма (обрядовые действа, игры, песнепляски в сопровождении музыкальных инструментов и другие) сформировались и развились самостоятельные жанры народной музыки — песенные, инструментальные и танцевальные. Игра на музыкальных инструментах, песни и танцы находятся в тесной связи между собой, за редким исключением — в Лесото, например, песни делятся на ка маото (сопровождающие танцы) и хо энгое (песни без движений, исполняющиеся во время обряда инициации, а также колыбельные, поминальные и др.). Исключение составляют также пигмеи Центральной Африки, у которых инструментальная музыка, как отдельный вид искусства, практически не существует.
При изучении народной музыки, И. И. Земцовский отмечал сложности в применении музыковедческих категорий, которые зачастую неадекватны самосознанию культур и не совпадают с традиционными для них понятиями. Поэтому любая групповая дифференциация народной музыки свидетельствует об условности и псевдонаучности определения жанровых универсалий. Исследователь отмечал незаменимость жанровой характеристики при обобщении основных черт народной музыки, и необходимость комплексного подхода при жанровой классификации.

### Тематическая дифференциация
Музыкальные жанры можно распределить также по трём универсальным категориям содержания. Это эпос (героическое повествование о прошлом), лирика (повествование, основанное на личном чувственном отношении) и драма (повествование с серьёзным сюжетом, но без трагического исхода). Наиболее распространённый жанр вокальной народной музыки — это народная песня. Так, в русской народной музыке, к эпическим песенным жанрам относятся: былина, сказ, скоморошины и небылицы, некоторые духовные стихи, баллады, исторические песни. А к лирическим: песни о любви — счастливой и неразделённой, трагической, протяжные песни, «страдания», городские песни и канты.

### Дифференциация по назначению
Разновидности (поджанры) народной песни часто имеют непосредственную связь с бытом и трудовой деятельностью. Так, трудовые песни бывают бурлацкие, покосные, прополочные, жатвенные, молотильные и другие. К обрядовым песням относятся колядки, масленичные, веснянки, купальские, свадебные, похоронные, игровые календарные и другие.

## Народные артисты, певцы и сказители
В разное время и в разных странах носителями народной музыки были не только безымянные исполнители, но и талантливые творцы-исполнители:

| - кобзарь - бандурист - вагант - гусляр - скоморох - лэутар - ашуг - акын - кюйши - сэсэн - бахши | - оленши - гусан - тагасац - мествире - клезмер - хафиз - олонхосут - аэд - жонглер | - менестрель - шпильман - жирши - бард - трубадур - трувер - боян - рунопевец |